# St. Augustinus (Wiesbach)

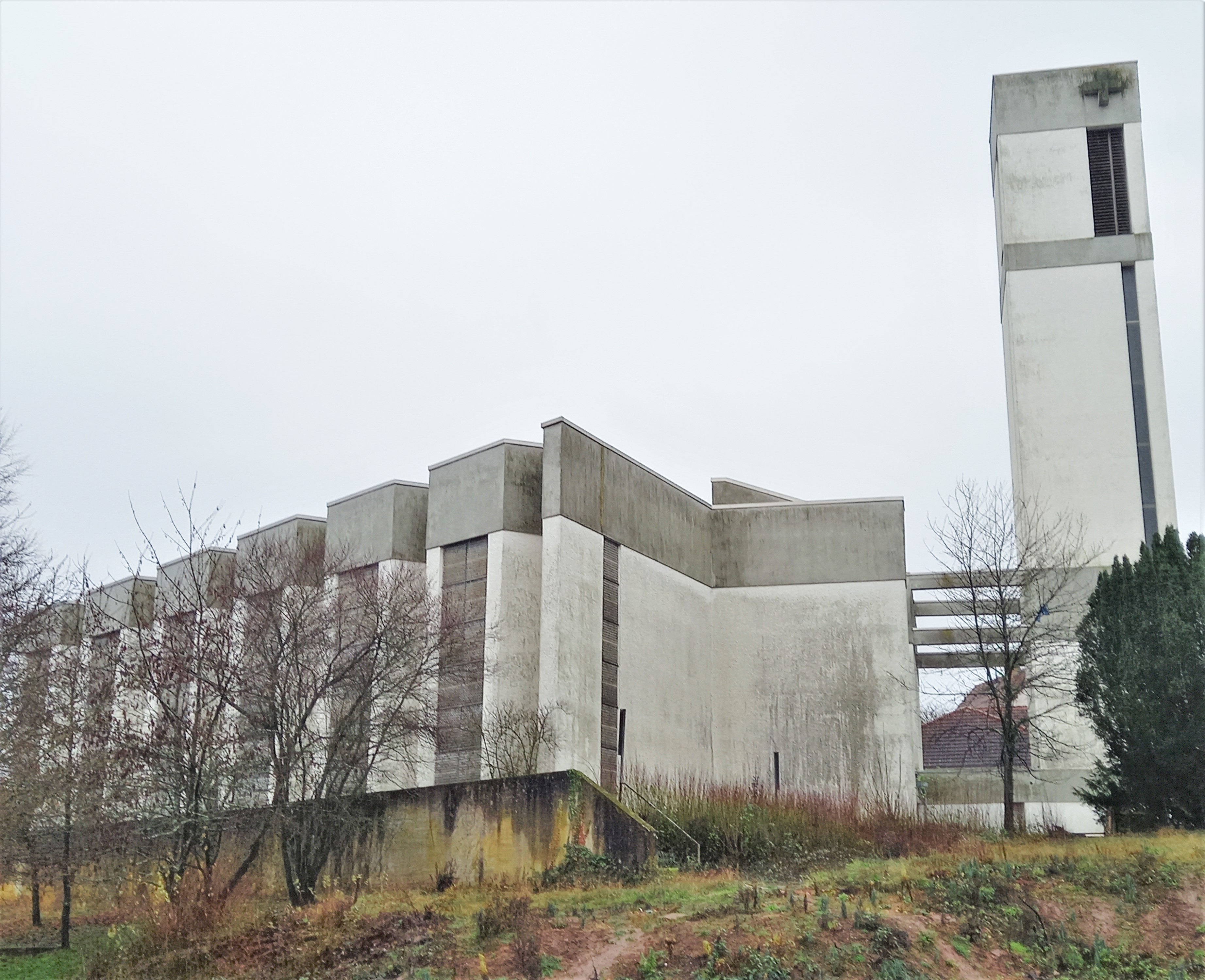
Außenansicht

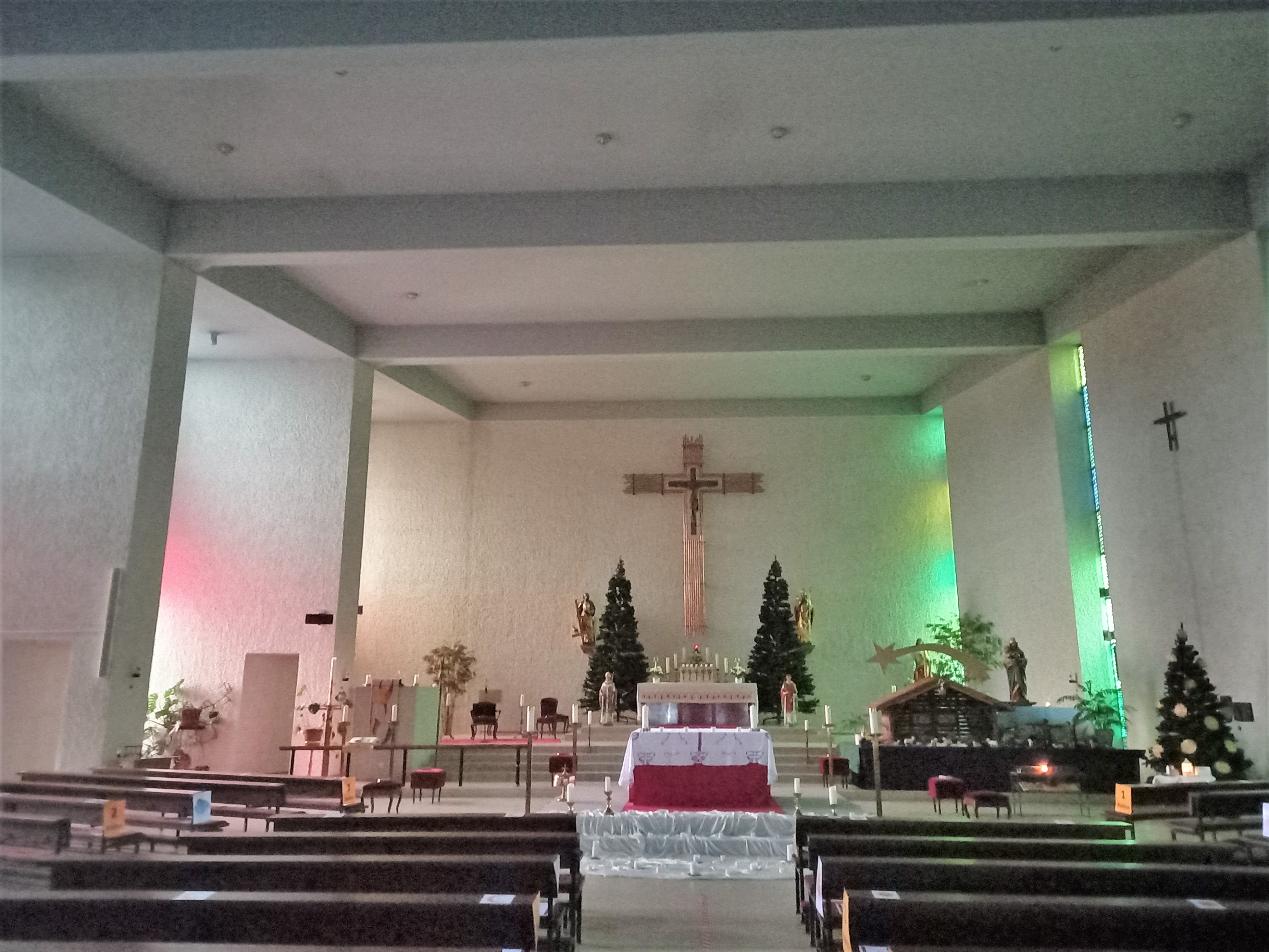

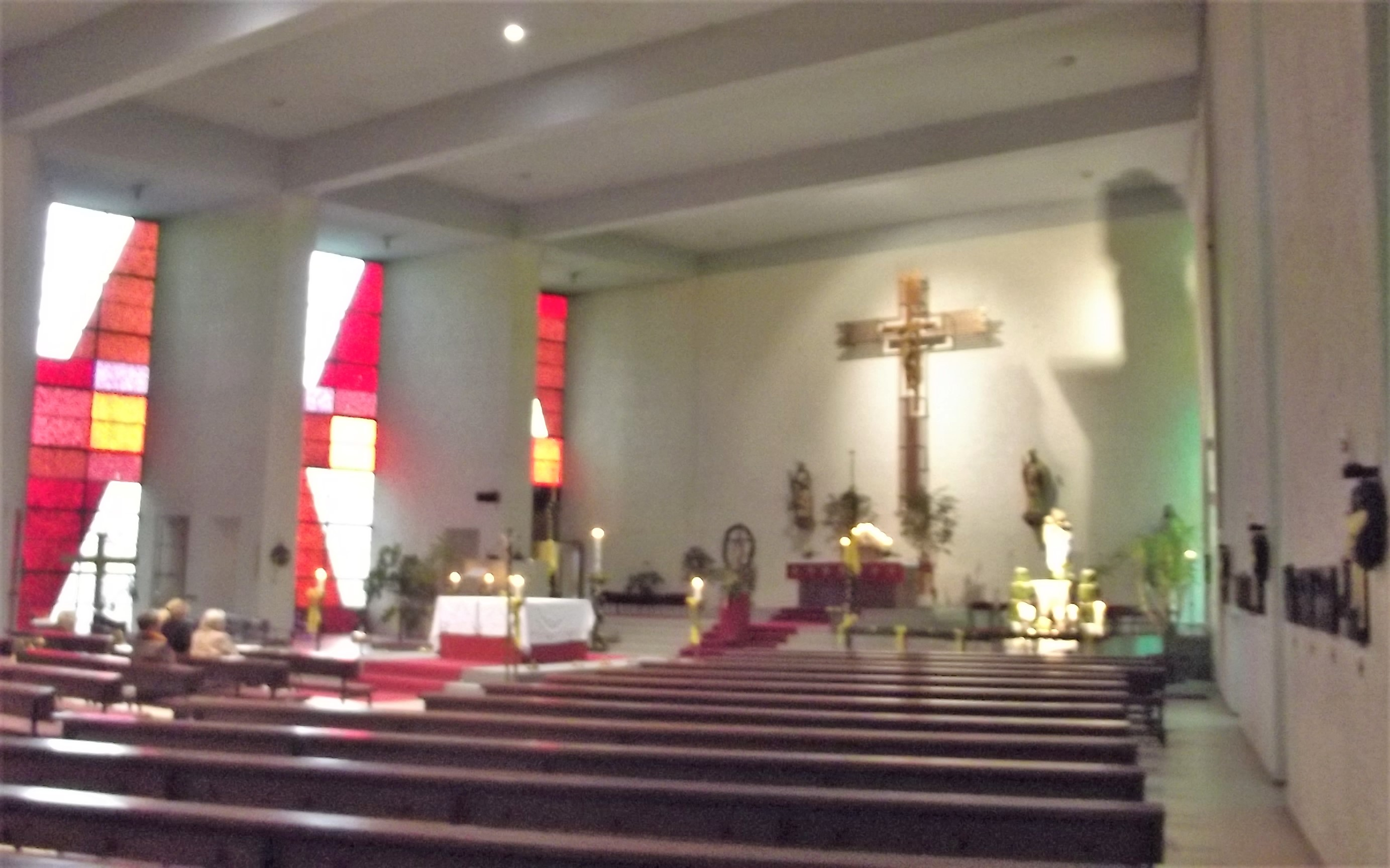
Innenraum

Die Kirche St. Augustinus ist eine römisch-katholische Pfarrkirche des Bistums Trier in Wiesbach, einem Ortsteil von Eppelborn im Landkreis Neunkirchen. Sie trägt das Patrozinium des Heiligen Augustinus von Hippo und gilt als herausragendes Bauwerk des Brutalismus im Saarland.

## Geschichte
Wiesbach besaß schon lange vor der heutigen Pfarrkirche ein Kirchengebäude. Aufgrund des starken Bevölkerungswachstums nach dem Zweiten Weltkrieg wurde die alte Pfarrkirche zu klein und so wurde 1959 der Grundstein für die heutige Pfarrkirche St. Augustinus gelegt. Nach knapp vierjähriger Bauzeit wurde das markante Gebäude, das nach den Plänen der Architekten Albert Dietz und Bernhard Grothe aus Saarbrücken errichtet worden war, im Jahr 1963 konsekriert.

## Baubeschreibung
Das Kirchengebäude erhebt sich über einem trapezförmigen Grundriss, dessen kurze Grundseite die Altarwand bildet. Ihm ist ein 39 m hoher quaderförmiger Kirchturm vorgelagert, der oben flach abschließt. Die Kirche hat außen einen weißen Anstrich und wird nur durch steingraue Sichtbetonfelder gegliedert.
Die nördliche Außenwand faltet sich zu sechs großen Risaliten, die auf ihrer ganzen Höhe von farbenprächtigen Betonglasfenstern ausgefüllt sind. Die Entwürfe der Fenster stammen von dem Künstler Boris Kleint, der auch Fenster für die ebenfalls von Dietz & Grothe geplanten Saarbrücker Kirchen St. Pius, St. Paulus und St. Mauritius entworfen hatte.
Der Innenraum der Kirche zeigt sich bis auf die Buntglasfenster recht nüchtern und wird von einer flachen Decke abgeschlossen. Über den Portalen befindet sich zudem eine großzügige Orgelempore.

## Orgel

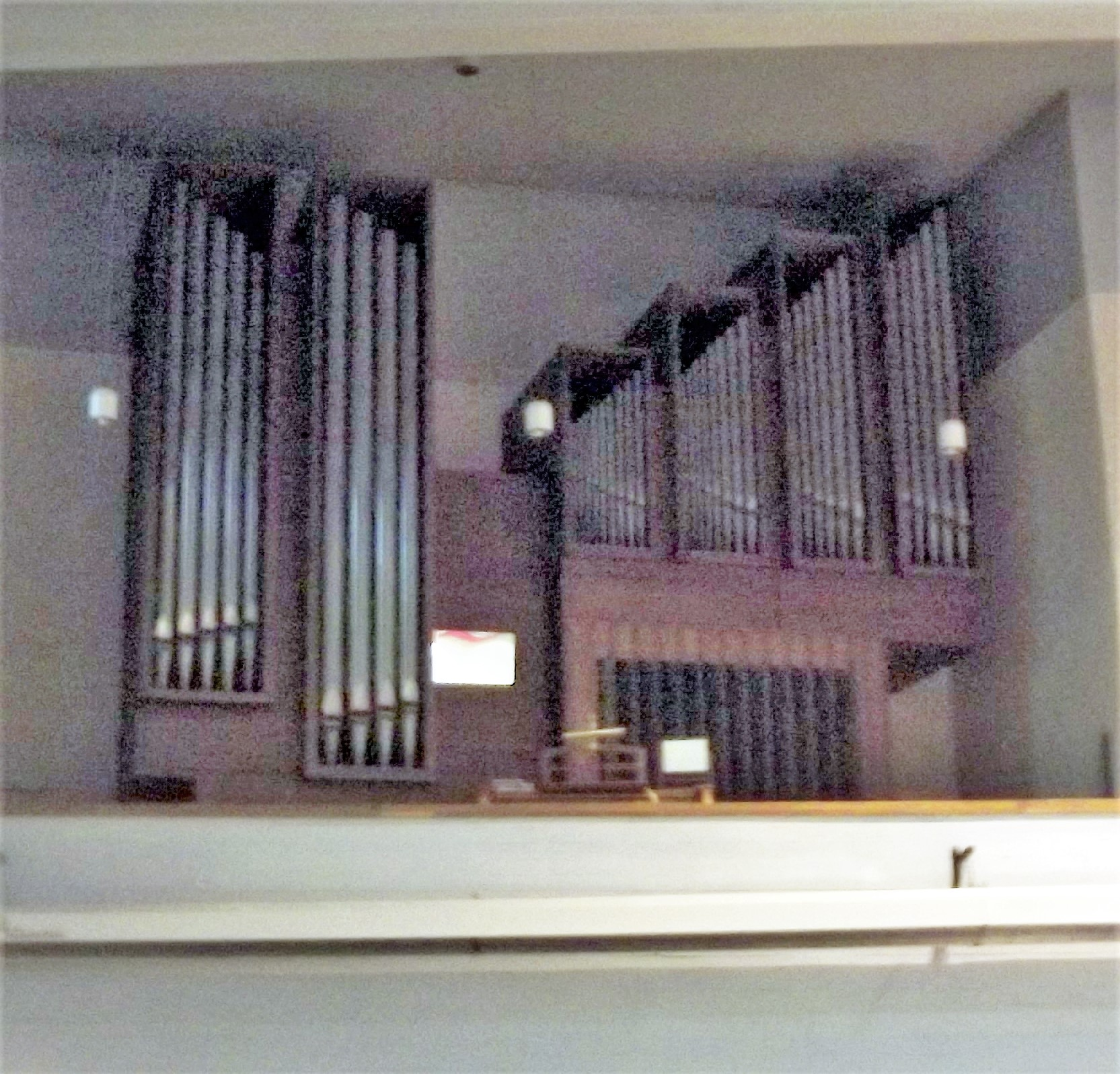
Späth-Mayer-Orgel

Die Orgel von St. Augustinus ist älter als die Kirche selbst und wurde noch 1951 für die alte Kirche durch die Firma Gebr. Späth als Opus 559 erbaut. Das Instrument besaß ursprünglich 11 Register auf zwei Manualen und Pedal sowie elektropneumatische Kegelladen.
Nach der Errichtung der neuen Pfarrkirche wurde die Orgel 1963 provisorisch in die neue Kirche versetzt und im Jahr 1970 durch Hugo Mayer auf die heutigen 19 Register erweitert. Im Zuge dieses Umbaus wurde auch das heutige Orgelgehäuse durch Mayer errichtet.
| I Hauptwerk C–g3 |                 |            |
| 1.               | Prinzipal       | 8′         |
| 2.               | Gedackt         | 8′         |
| 3.               | Oktave          | 4′         |
| 4.               | Rohrflöte       | 4′         |
| 5.               | Rauschpfeife II | 2 ⁄3′ + 2′ |
| 6.               | Mixtur IV–V     | 1 ⁄3′      |
| 7.               | Trompete        | 8′         |

| II Schwellpositiv C–g3 |                |       |
| 8.                     | Koppelflöte    | 8′    |
| 9.                     | Salizional     | 8′    |
| 10.                    | Prinzipal      | 4′    |
| 11.                    | Traversflöte   | 4′    |
| 12.                    | Nachthorn      | 2′    |
| 13.                    | Sesquialter II | 2 ⁄3′ |
| 14.                    | Cymbel III     | 1′    |
| 15.                    | Krummhorn      | 8′    |
|                        | Tremulant      |       |

| Pedal C–f1 |             |     |
| 16.        | Subbass     | 16′ |
|            | Zartbass    | 16′ |
| 17.        | Oktavbass   | 8′  |
|            | Gedacktbass | 8′  |
| 18.        | Oktavbass   | 4′  |
|            | Bassflöte   | 4′  |
| 19.        | Posaune     | 16′ |

- Koppeln: II/I, I/P, II/P
- Spielhilfen: 1 freie Kombination, Tutti, Zungen ab, Crescendowalze (auch als Handhebel)

Anmerkungen:
1. ↑  Windabschwächung aus dem Subbass 16′
2. 1 2  Extensionen aus dem Subbass 16′